# 브루하스
《브루하스》(스페인어: Brujas)는 2005년 방영된 칠레의 텔레노벨라이다.